# 東芝エレベータ

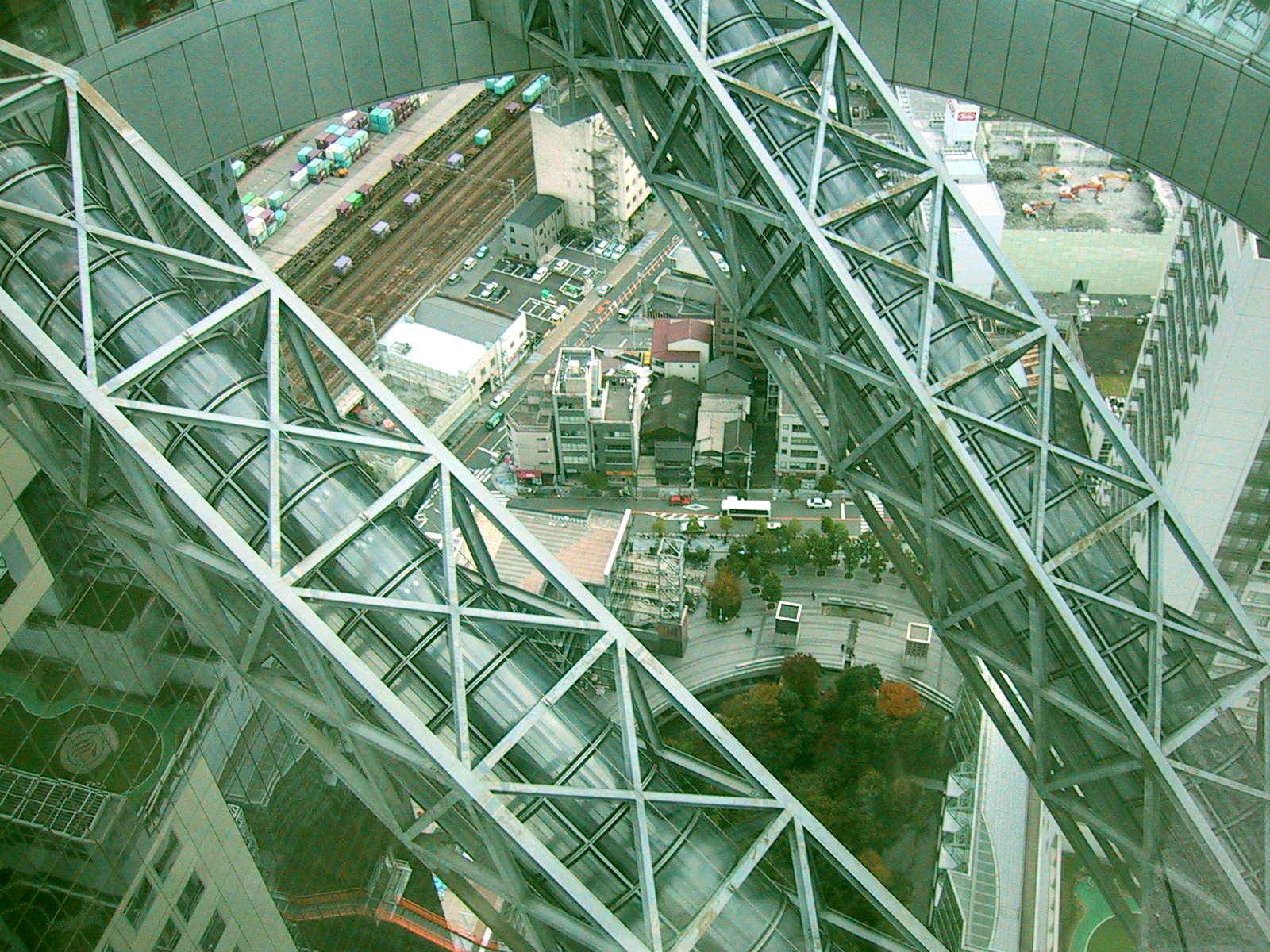
梅田スカイビルの空中エスカレーター

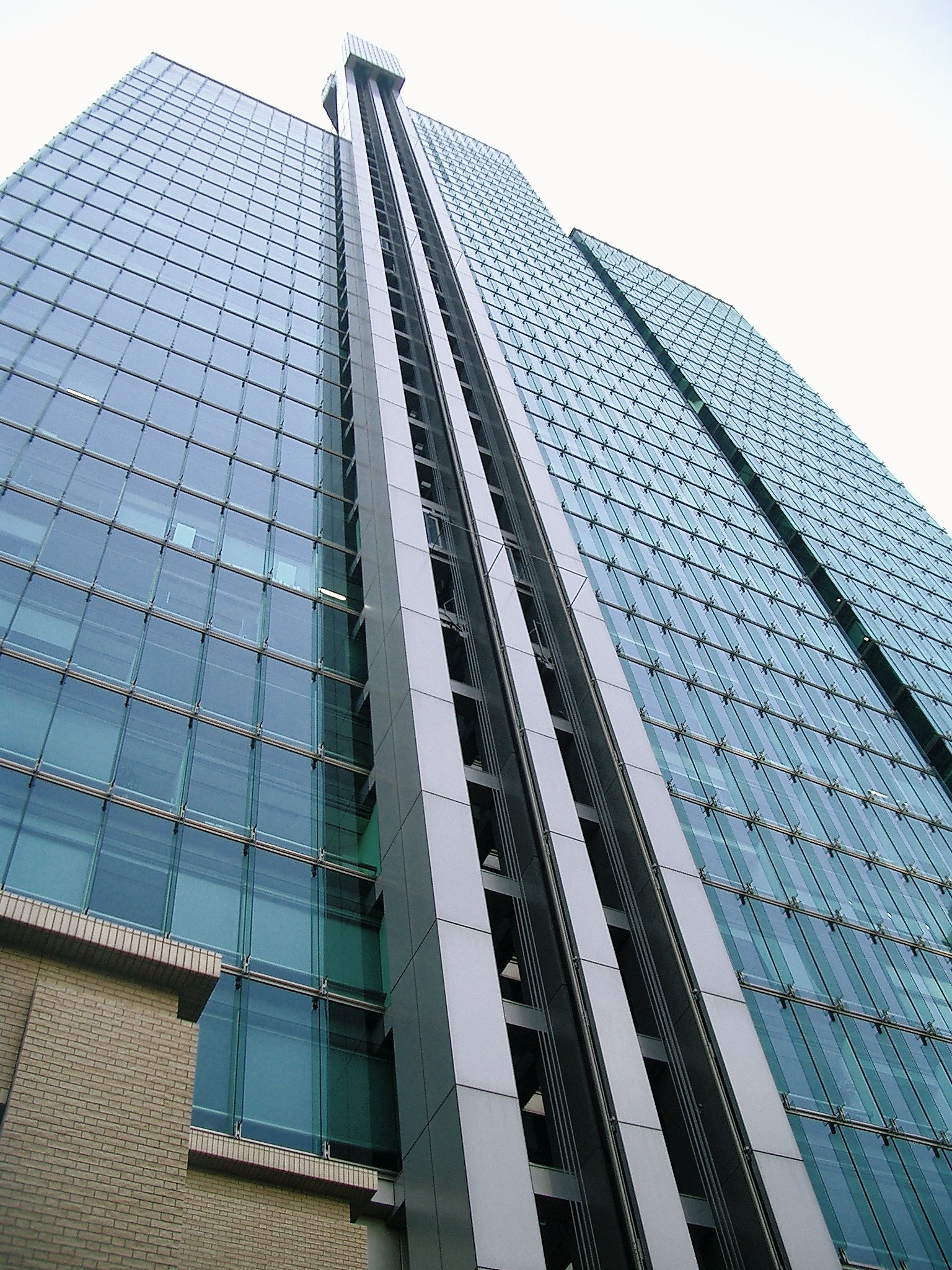
泉ガーデンタワーの屋外型展望エレベーター

東芝エレベータ株式会社（とうしばエレベータ、TOSHIBA ELEVATOR AND BUILDING SYSTEMS CORPORATION）は、神奈川県川崎市幸区に本社を置く東芝グループのエレベーター・エスカレーターの製造会社。
経営理念は『Customer DELIGHT』。

## 概説
元々は親会社の東芝が製造した昇降機の保守会社だったが、2001年に東芝の昇降機事業が全面移管され、開発・設計・製造・販売・据付・保守を一貫して行う企業となった。東芝は、フィンランドのコネ社と1998年から協力関係（2002年からは資本提携）があり、相互部品供給、共同調達、共同開発を行っている。そのため、コネ社のテストセンターには東芝・コネ社のブランドロゴが入った高速ダブルデッキエレベーターが設置されていた。なお、片方のかごは東芝の操作盤が、もう片方のかごには、コネ社の操作盤が設置されていた。なお、現在は撤去され新たにコネ社が東芝の技術を発展させ分速600mの超高速ダブルデッキエレベータが後継機として試験用昇降路に据え付けられた。
東芝は1958年から1972年まで東洋オーチス・エレベータ（現・日本オーチス・エレベータ。東芝の資本撤退後は2012年までパナソニック資本）と業務資本提携関係があった関係上、自社での昇降機事業はエレベーター大手5社の中では最後発（1966年参入）であるため、国内シェアは上位2社の三菱電機（2022年に三菱電機ビルソリューションズに移管）・日立製作所（2014年に日立ビルシステムに全面移管）の後塵を拝して不動の3位となっている。
エレベーター大手5社で唯一、公式サイト上で独立系メンテナンスについて言及しており、独立系メンテナンス業者に対する純正部品の外販は価格・納期などで厳しい条件となることを公言していた（現在は独立系についてのくだりは削除されている）。また、社外品パーツを使用しないことも明確に求めている。一方で、2023年には独立系メンテナンス最大手のエス・イー・シーエレベーターと業務提携することを発表している。

### 事業所
- 府中工場　東京都府中市東芝町（東芝府中事業所内）　エレベータ製造
- 上野原工場　山梨県上野原市　エレベータ製造
- 姫路工場（東芝エレベータプロダクツ、西芝電機敷地内）　兵庫県姫路市網干区　エスカレータ製造

### 関連会社
日本国内
- 東芝エレベータプロダクツ株式会社（エスカレーターの製造）
- テルトエンジニアリング株式会社（技術資料及び法定定期検査資料の作成、保守用品の梱包配送、写真現像他）
- 山陰東芝エレベータ株式会社（東芝製昇降機の保守および保守関連分野の営業）
- 沖縄東芝エレベータ株式会社（エレベーター、エスカレーターの販売、据付、保守、修理、関連設備の総合管理）
- エレベータテクノス○○株式会社、北海道、東北、東京、神奈川、北関東、中部、関西、四国、九州（エレベーター、エスカレーターの保守、点検）

日本国外
- 東芝電梯有限公司（瀋陽）（昇降機の製造、販売、据付、保守）
- 東芝電梯有限公司（上海）（昇降機の製造、販売、据付、保守）
- 通力華芝扶梯工業有限公司（昆山）（エスカレーターの製造）
- 東芝エレベータ韓国株式会社（ソウル特別市）（昇降機の保守）
- MSエレベーターズ社（マレーシア）（昇降機の製造）
- MSエレベーターエンジニアリング社（マレーシア）（昇降機の販売、据付、保守）

## 主な業績
エレベータ
- 1967年 - 河合楽器製作所前橋店（東芝製エレベーター1号機）
- 1978年 - サンシャイン60に高速エレベーター（41基中33基納入）
- 1987年 - 梅田センタービルにインテリジェントビル対応高速ギアレスエレベーター
- 1992年 - 大阪ワールドトレードセンタービルディング(現　大阪府咲洲庁舎)に毎分240m・毎分540mのインバーター制御高速ギヤレスエレベーター
- 1993年 - 梅田スカイビルに空中エスカレーター
- 2002年 - 泉ガーデンタワーに超高層向け屋外型展望エレベーター（日本初）・大容量高速エレベーター
- 2003年 - 六本木ヒルズ森タワーに階間調整機能付ダブルデッキエレベーター（世界初）
- 2004年 - 台北101（TAIPEI101）に毎分1,010mの高速エレベーター（下りは600m/min）納入
- 2006年 - 日本橋三井タワーに納入
- 2006年 - 東京ミッドタウンに納入
- 2007年 - 深川ギャザリア タワーN棟に納入
- 2010年 - 深川ギャザリア W2棟 / 3棟に納入
- 2012年 - 東京スカイツリーに当社国内最高速（毎分600m）・国内最長（464.4m）のエレベーター[5]
- 2014年 - 日本一の高層ビルあべのハルカスに60人乗りシャトル6基含む合計36基のエレベーター
- 2016年 - 住友不動産六本木グランドタワーに90人乗りシャトル4基含む合計43基のエレベーター[6]
- 2017年 - プライムツリー赤池

エスカレータ
台湾高速鉄道、コジマ、ヤマダデンキ、ケーズデンキ、ヨドバシカメラ、イオングループ、大丸心斎橋店北館（旧・そごう心斎橋本店、10階から下）、阪急百貨店うめだ本店、ラゾーナ川崎プラザ、トキハ百貨店、サンリブ、北九州病院グループ各病院に導入。（エレベーターも東芝製のものを使用。）

## 機種

### エレベーター
到着アナウンスは、旧機種より新山志保・深見梨加が担当している。代表的な商標については以下の通り。

#### 標準型
エレメイト
1970年より発売されていた機種。かご内操作盤にいわゆる東芝傘マークが付いている。寝台用エレベーター「ホスメイト」も同時発売。
エレメイトセレブラム
1979年より発売されていた機種。ロープ式ではこの機種よりマイコン制御化され、一部を除いて運転中はかご内インジケーターが点滅するようになっている。東芝ロゴがいわゆる東芝サンセリフ体となる。
エレメイトニューセレブラム
1981年より販売されていた機種。インジケーターにLEDを採用しているが、乗り場ボタンや車椅子操作盤用のボタンを除き、ボタンが丸型から長方形型に変更され大きさが小型化された。ボタンそのものが点灯する方式ではなく、横にあるランプが点灯する様式に変更された。かご内インジケーターは数字の下にあるランプが点灯する様式になっており、運転中は前機種同様、点滅するようになっている。
エレメイトセレブラムIII
1983年より販売されていたエレメイトニューセレブラムのマイナーチェンジ機種。意匠はエレメイトニューセレブラムと同一だが、乗り場インジケーターの方向灯が横にあるランプが点灯する様式から直接点灯する様式に変更された。
エレメイトセレブラムVF
1985年より販売されていたエレメイトセレブラムのマイナーチェンジ機種。操作盤などのデザインが変更された他、ロープ式ではこの機種よりVVVF制御となる。東芝ロゴが現行の書体になる。
エレメイトルミナス
1990年より販売されていた機種。この機種からデジタル化。ロープ式では巻き上げ機にヘリカルギアが採用された他、油圧式もマイコン制御化された。ドア装置も前機種まではリンク式だったが、この機種以降ベルト式となる。自動放送の数量が増加し、「もう一度 行先階ボタンを押してください」の放送がついた。インジケータは16セグメント式になるとともに、操作盤との一体型となる。東芝ロゴは操作盤最上部からスイッチボックスカバー最下部に移動している。
エレメイトNewルミナス
1994年より販売されていたエレメイトルミナスのマイナーチェンジ機種。インジケーターがLEDセグメント式または16セグメント式となりボタンなどのデザインも変更された。乗り場インジケーターは前機種までは行灯式だったが、この機種以降、一部を除きセグメント式に統一された。また、油圧式も当初はバルブ制御式だったが、のちにインバーター制御化される。
エレメイトNewルミナスⅡ
1997年より発売されたエレメイトNewルミナスのマイナーチェンジ機種で、エレメイトの最終型。この機種以降、音声案内のイントネーションが変更された。
SPACEL - スペーセル
1998年より販売されていた機種。インジケータの色は赤で、階数表示が上に表示され、ボタンが丸形に戻った。マシンルームレス化され制御盤、KONE社製薄型巻き上げ機が昇降路内の最上部に設置される。東芝ロゴはインジケータ下に移動。
NewSPACEL - Newスペーセル
2003年より販売されていた機種。この機種からインジケータの色は赤からオレンジ色になり、階数表示が下に表示され、ボタンが大型化され凸タイプになっている。スペーセルと同様KONE社製薄型巻き上げ機が昇降路内の最上部に設置されている。
SPACEL-EX - スペーセルEX
2003年より販売されていた機種。スペーセル・ニュースペーセルとは異なり、この機種から円筒型巻き上げ機が昇降路内の最上部に設置されているほか、ワイヤーロープが小径化され使用本数が増やされた。
NewSPACEL-EX - NewスペーセルEX
2009年より販売されていた機種。改正建築基準法施行令に対応。この機種から自動放送のイントネーションが変わり、液晶インジケータが搭載される。
SPACEL-GR - スペーセルGR
2012年1月より販売されていた機種。この機種からボタンが丸型から四角となり、デザインも一新され、照明がオールLED化された。
SPACEL-GRII - スペーセルGRII
2016年1月より販売されている機種。東芝エレベータ創立50周年記念商品。かごとのりばのすきまを完全にふさぐことにより、すきまの落とし物を防止したほか、確認用ミラー増設（コミーと共同開発）により、かご後部やのりばの確認もしやすくなった。なお、スペーセル（2代目）発売後も並行して製造されている。
SPACEL - スペーセル（2代目）
2021年2月に発売された機種。液晶インジケータが標準装備となり、緊急時には日本語・英語・中国語・韓国語で表示およびアナウンスが行われる。新型コロナウイルス感染症を受け、イオン発生装置（標準装備仕様）や非接触ボタン（有償付加仕様）など、衛生面においても強化された。また、方向表示が従来の矢印からV字へと変わり、ボタンのデザインも一新された。アナウンスは従来通りである。なお、人荷用には対応していないため、並行して生産されている先代のスペーセルGRIIを設置することになる。

#### 4人乗り
エレメイトミニ
ドラムにロープを巻き付けてかごを上下する「巻胴式」エレベーター。設置場所や条件が大きく制限されていた、後のエルパレスの前身である。初代(CV5)はエレメイトセレブラムVFの4人乗りバージョン。エレメイトセレブラムVFとの相違点として、巻上機はインバーター制御で制御回路がリレー式、「閉」ボタンとかご内インジケーターがないほか、乗り場インジケーターは1階分のみで他の階は呼びボタンのみの設置となっているのが特徴である。2代目(CF90)はエレメイトルミナスの4人乗りバージョン。制御回路のマイコン化、かご内インジケーターと「閉」ボタンの追加、乗り場インジケーターの全階設置がなされているが、インジケーターは16セグメント式ではなく、行灯式になっている点がエレメイトルミナスとの大きな相違点となっている。また、エレメイトルミナスと異なり、搭乗してから行き先ボタンを押さずにドアが閉まっても『行先階ボタンを押してください』というアナウンスは流れない。
エルパレス
エレメイトミニの後継機で中低層共同住宅用。エレメイトミニとは異なり車いす用の位置に操作盤が設置してある。エレメイトNewルミナスに準じていたが現在は製造中止になっている。

#### 特注型
オーダールミナス
ELEXCIA - エレクシア
1999年より販売されていた特注型エレベーターの商標。
ORDER SPACEL - オーダースペーセル
特注型マシンルームレスエレベーターの商標。
ELBRIGHT - エルブライト
エレメイトNEWルミナスとエレクシアを統合して、2002年より販売されていた特注型高速エレベーターの商標。操作盤などのデザインは一部を除きエレクシアと同一。
NewELBRIGHT - ニューエルブライト
2008年より販売されていた特注型高速エレベーターの商標。
ORDER SPACEL-GR - オーダースペーセルGR
2013年に販売開始された、SPACEL-GRをベースとする大容量マシンルームレスエレベーターの商標。
ORDER SPACEL-GRII - オーダースペーセルGRII
2016年1月より販売されている、SPACEL-GRIIをベースとする大容量マシンルームレスエレベーターの商標。
ELCRUISE - エルクルーズ
ニューエルブライトの後継で、2013年より販売開始した特注形エレベーターの商標。

#### 海外市場向け
ELCOSMO - エルコスモ
機械室あり標準型エレベーターの商標。

#### リニューアル
ELFRESH、ELFRESH LIGHT、ELFRESH PACK - エルフレッシュ、エルフレッシュライト、エルフレッシュパック
エレベーターリニューアルの商標。操作盤などのデザインは、NewスペーセルEXおよびスペーセルGRに準じている。
エルフレッシュはロープ式・油圧式問わず全撤去、準撤去でスペーセルになる。
なお、更新後の機種名をスペーセルにするかエルフレッシュにするかは管理人が決める。
エルフレッシュパックは少し大掛かりな制御更新で、制御盤・巻上機全体・ロープ・操作盤が交換される。
エルフレッシュライトはパックに比べると短期間な制御更新で、制御盤・巻上機のモーター・操作盤が更新される。
時短リニューアル
主にエルフレッシュライトと似たような更新を行う。
バブル期に数多く設置され、2024年に部品供給終了が予定されているセレブラムVF限定のリニューアルプラン。交換機器を最小限にとどめることで終日停止期間を2日に短縮している。2022年には後継機種のルミナス（2026年部品供給終了予定）にも対応している。なお、「時短リニューアル」は東芝エレベータの登録商標（第6188396号）。
ESFRESH - エスフレッシュ
エスカレーターリニューアルの商標

### エスカレーター
TGシリーズ
Kindmover - カインドムーバー
2010年に発売された標準型エスカレーター。
東芝省スペース形エスカレーター
1997年に発売された標準型エスカレーター。
C形エスカレーター
1967年に発売された標準型エスカレーター。手すりが垂直落下型になっていて、独特のデザインとなっている。
東宝ツインタワービルが2019年12月末に閉館したことにより、世界で現存するのは名鉄百貨店 本店 8〜9階の2基となる。
その名鉄百貨店 本店も2026年2月28日に営業終了することを発表している。
B形エスカレーター
1967年に発売された標準型エスカレーター。欄干部の内側板がガラス張りになっていて、丸くなっている。
A形エスカレーター
1966年に発売された標準型エスカレーター。欄干部の内側板が全照式の照明になっていて、丸くなっている。
動く歩道
1988年に発売された水平型のエスカレーター。
'トスウェイ

## マスコットキャラクター
- マスコットキャラクターに「エレベっち」がある。
  - 2006年ごろ制定され、幼児向けビデオ「エレベっちのフムフム広場」、「エレベっち&ワルベっちの安全でいこう！」のほか、紹介ビデオや過去のテレビCMなどにも登場している。[12]
  - 声は伊藤敦子。[13]

## 関連項目

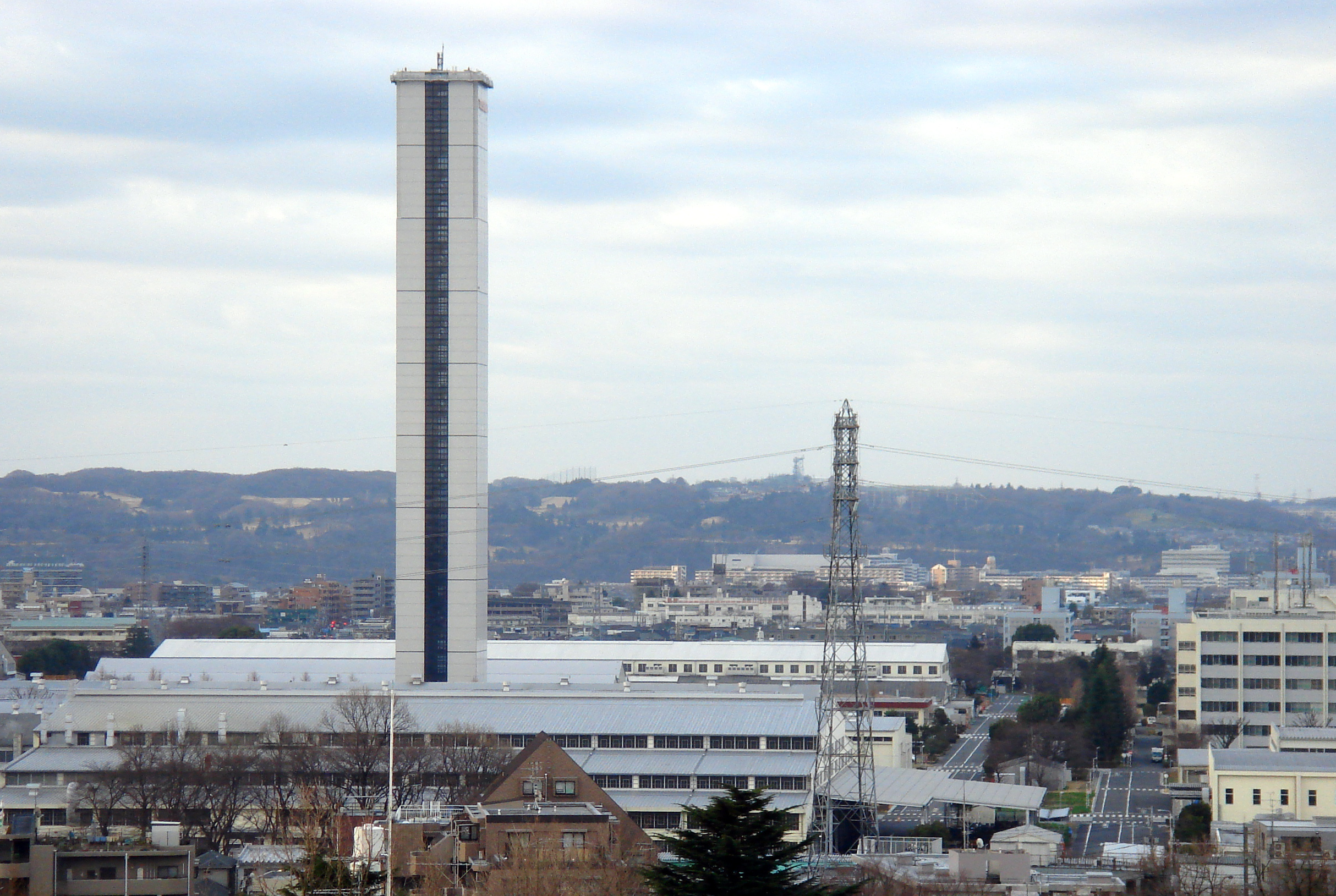
府中工場 エレベータ研究塔
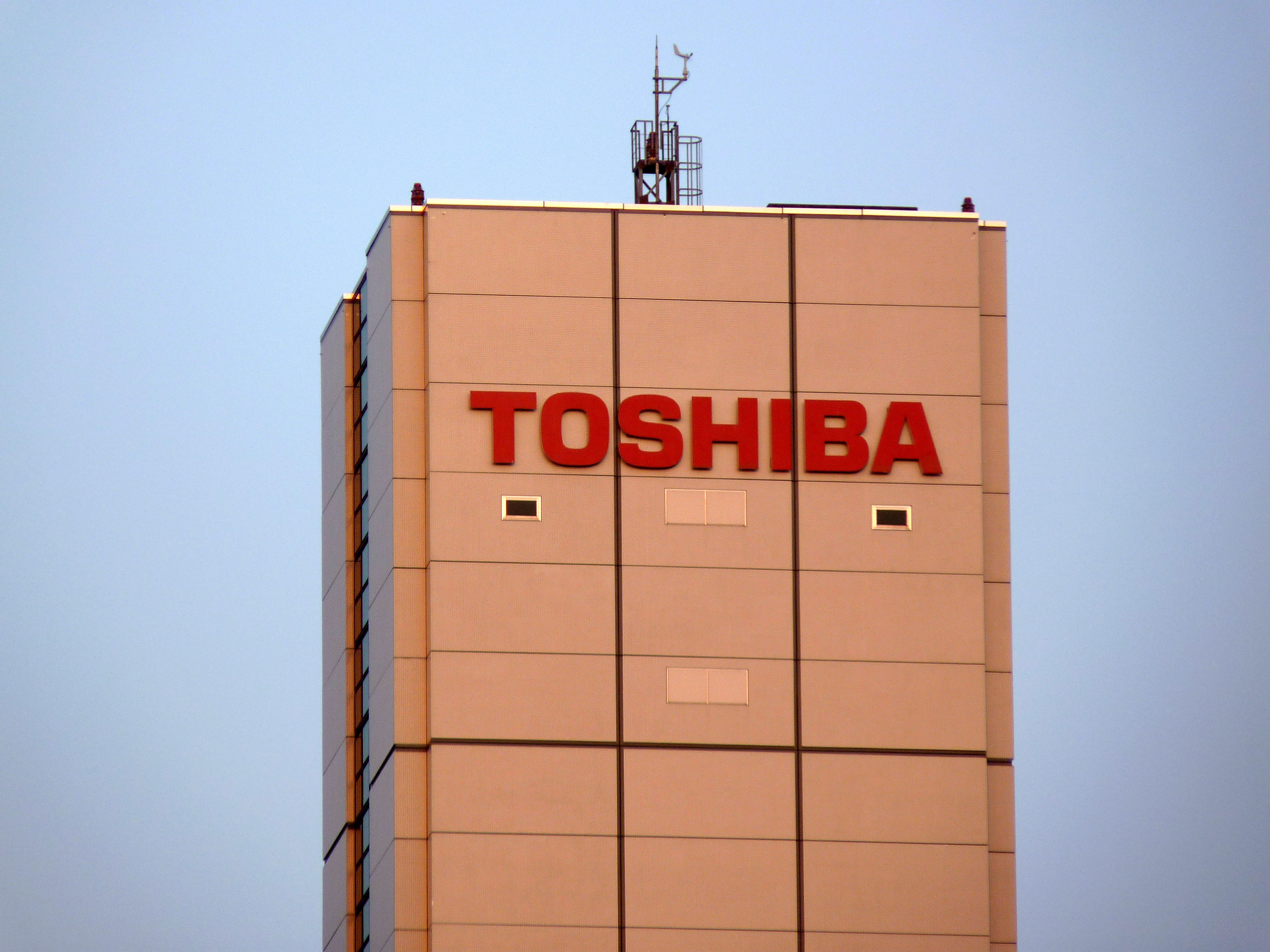
2010年5月2日撮影
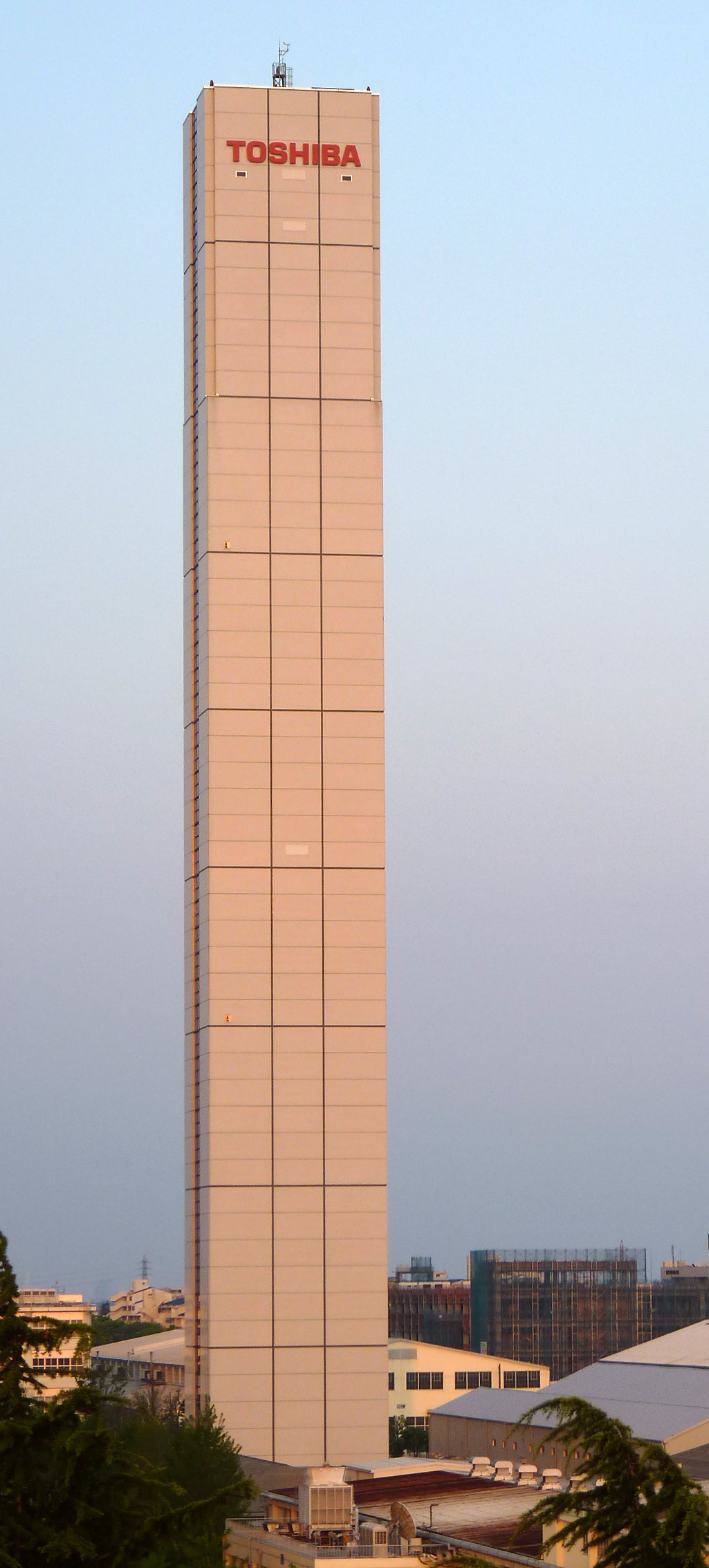
2010年5月2日撮影